# Plasa Sfânta Ana, județul Arad
Plasa Sfânta Ana a fost o unitate administrativă, o subdiviziune administrativă de ordin doi, din cadrul județului Arad (interbelic), cu reședința în localitatea Sântana.

## Descriere
Plasa Sfânta Ana a funcționat între anii 1918-1950. Prin legea nr. 5 din 6 septembrie 1950 au fost desființate județele și plășile din țară, pentru a fi înlocuite cu regiuni și raioane, unități administrative organizate după model sovietic.

## Demografie
La recensământul din 1930 în plasa Sfânta Ana au fost înregistrați 33.339 locuitori, dintre care 16.553 români (49,6%), 11.147 germani (33,4%), 4.521 maghiari (13,6%) ș.a. Sub aspect confesional populația era alcătuită din 16.455 ortodocși (49,4%), 14.545 romano-catolici (43,7%), 1.105 luterani (3,3%), 511 greco-catolici (1,5%) ș.a.

## Istoric, administrație

### În anul 1930
În 1930 Plasa Sântana era alcătuită din 13 sate.

## Materiale documentare

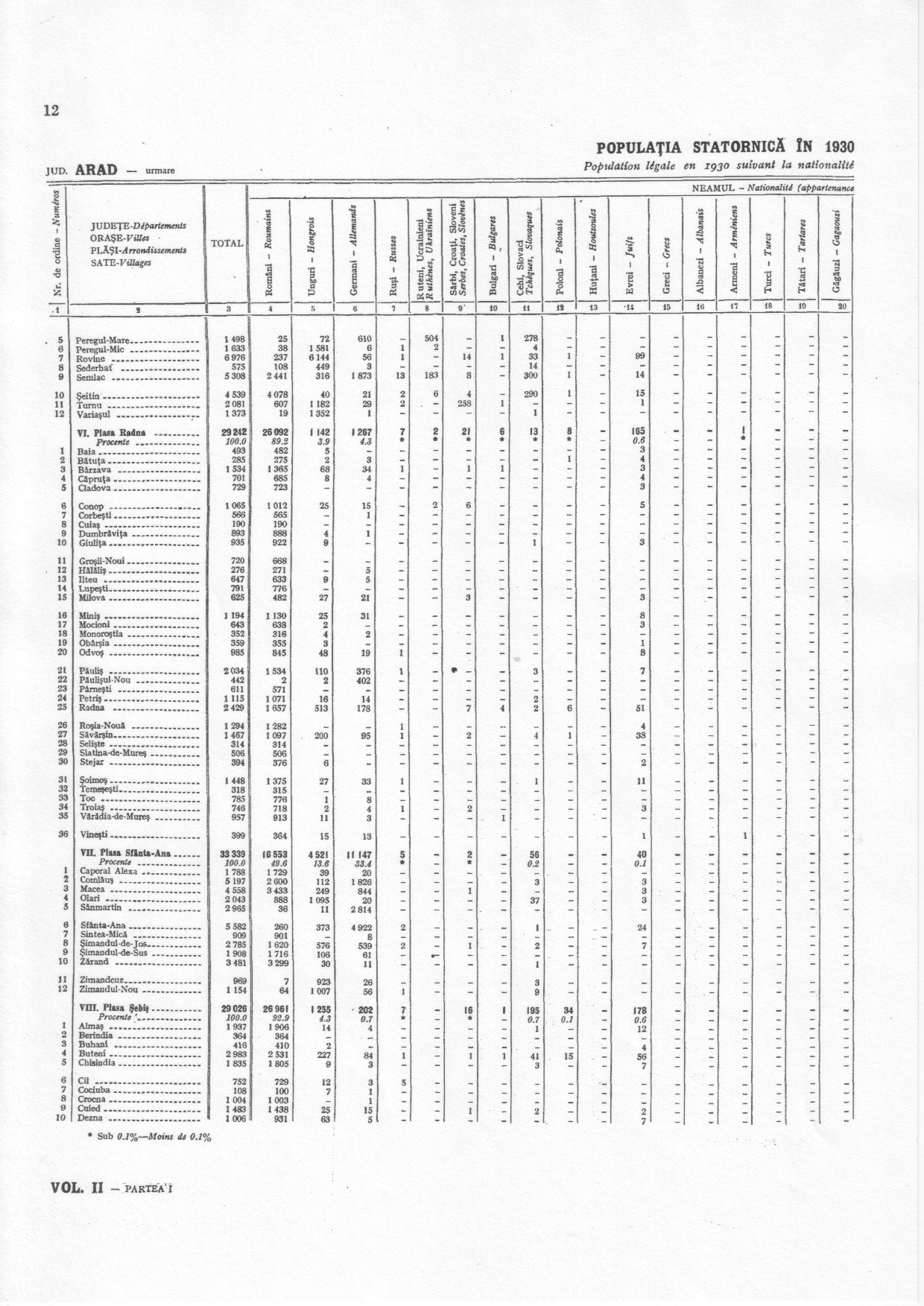
Structura etnică în 1930
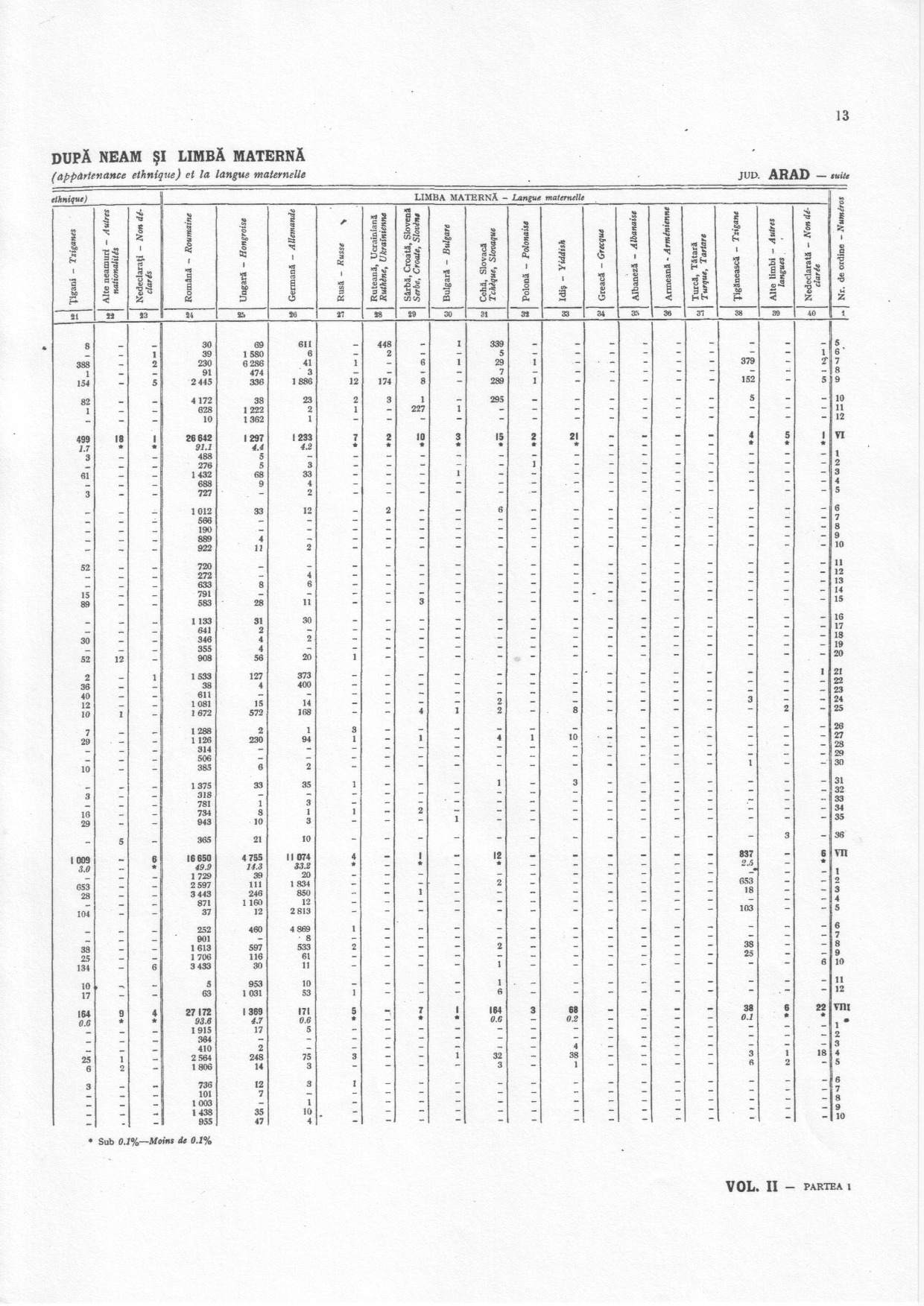
Structura etnică în 1930
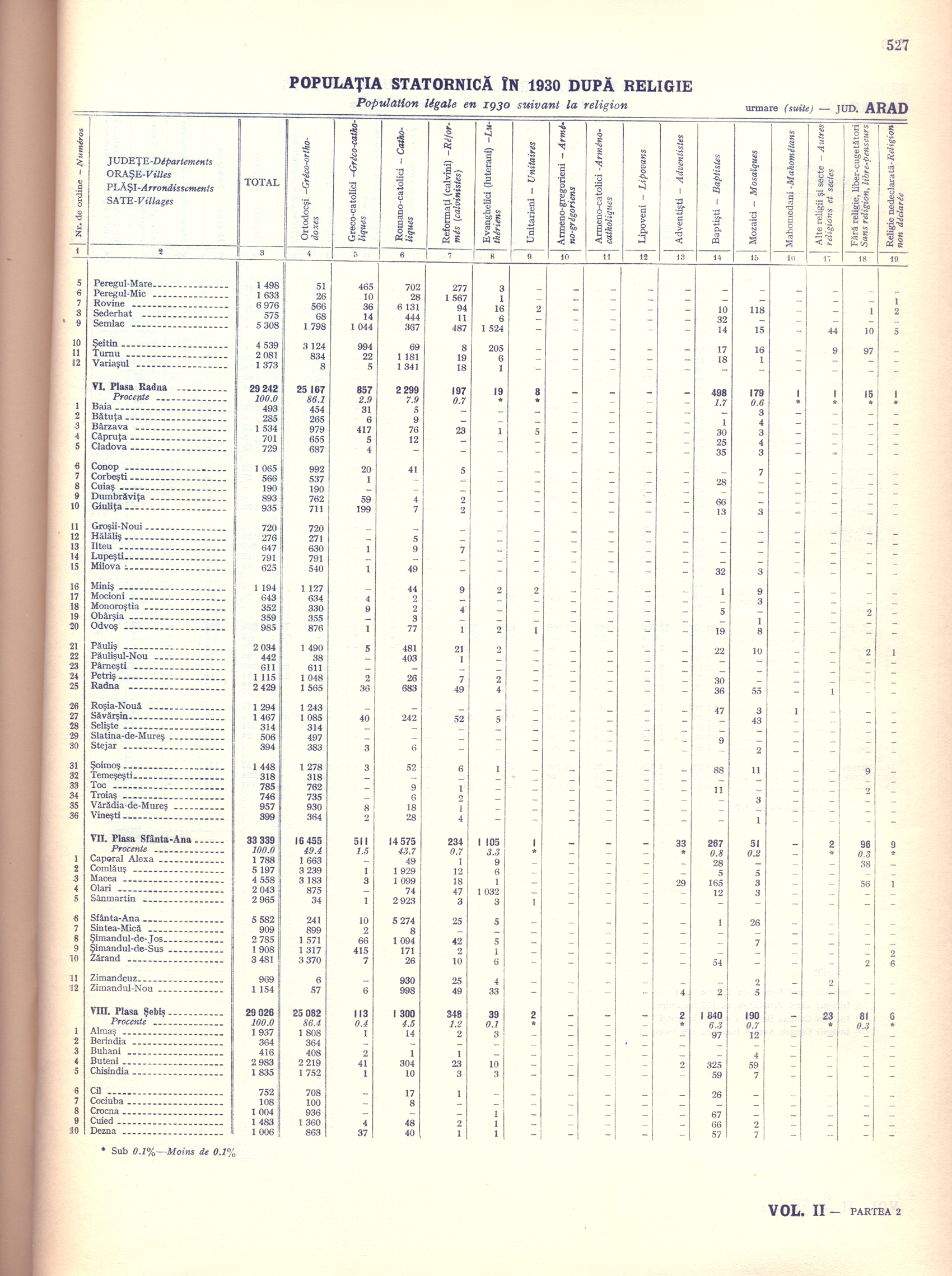
Structura confesională în 1930